# Hanna Nilsson
Hanna Ida Birgitta Nilsson, född 20 augusti 1986 i Hässleholms församling, Kristianstads län, är en svensk politiker (sverigedemokrat). 

## Biografi
Hanna Nilsson föddes 1986 i Hässleholm. Hon blev omkring 2008 aktiv i Sverigedemokraterna. År 2018 blev hon kommunalråd i opposition i Hässleholms kommun. 
I kommunalvalet 2022 blev Sverigedemokraterna under Nilssons ledning klart största parti i Hässleholms kommun med 29,9 procent av rösterna, och Nilsson fick flest personkryss av alla kandidater i valet. Efter valet bildades en majoritet med Sverigedemokraterna, Moderaterna och Kristdemokraterna. Nilsson blev kommunstyrelsens ordförande, och tillträdde 18 oktober 2022.
Hennes ordförandeskap varade dock bara till maj 2023, efter att inspelningar läckte till lokal media, i vilka Nilsson hörs uttala sig kritiskt om tjänstepersoner och politiker i ett samtal med en kommuninvånare. Personen hävdade också att Hanna Nilsson försökt anlita honom för att utöva påtryckningar mot en privatperson som överklagat ett kommunalt beslut, vilket Nilsson nekade till. Moderaterna och Kristdemokraterna ansåg att Nilssons förtroende var förbrukat och valde att bryta samarbetet med Sverigedemokraterna. Ett nytt styre med Socialdemokraterna och Moderaterna bildades och Nilsson blev åter oppositionsråd.
Nilsson sitter sedan 2019 som ledamot i Sverigedemokraternas partistyrelse.